# Mythicomyia actites
Mythicomyia actites är en tvåvingeart som beskrevs av Hall och Neal L. Evenhuis 1986. Mythicomyia actites ingår i släktet Mythicomyia och familjen svävflugor.
Artens utbredningsområde är Kalifornien. Inga underarter finns listade i Catalogue of Life.